# BMW X1
BMW X1 je kompaktní SUV crossover, který je vyráběn německou automobilkou BMW. Je čtvrtým zástupcem řady X, která začala v roce 1999 SUV modelem BMW X5 a v současné době čítá vozy X1, X2, X3, X4, X5, X6 a X7. Model X1 je postaven na podvozkové platformě BMW řady 3.

## Historie modelu
Vůz byl poprvé představen veřejnosti v roce 2008 na Pařížském autosalonu.

## Motorizace
All sDrive modely jsou s náhonem pouze na 1 nápravu, zatímco xDrive modely jsou s náhonem na všechny 4 kola.